# ليا فرانكا
ليا فرانكا (بالإيطالية: Lia Franca)‏ هي ممثلة إيطالية، ولدت في 1912 بترييستي في إيطاليا، وتوفيت في 1988 بروما في إيطاليا.

## وصلات خارجية
- ليا فرانكا على موقع IMDb (الإنجليزية)
- ليا فرانكا على موقع قاعدة بيانات الفيلم (الإنجليزية)